# 機械・プラント製図技能士
機械・プラント製図技能士（きかい・プラントせいずぎのうし）とは、国家資格である技能検定制度の一種で、都道府県職業能力開発協会（問題作成等は中央職業能力開発協会）が実施する、機械・プラント製図に関する学科および実技試験に合格した者をいう。

## 概要
機械やプラントの図面を描く業務に携わる技術者の能力を認定する国家資格で名称独占資格である。製図能力のみではなく、図面作成時に必要な機械的知識、設計的知識も求められる。
検定試験においては「機械製図手書き作業」、「機械製図CAD作業」、「プラント配管製図作業」に分かれる。
等級には、1級～3級まであり、それぞれ上級技能者、中級技能者、初級技能者が通常有すべき技能の程度と位置づけられている。
資格を取得するためには、技能検定の実技試験と学科試験の両方の試験に合格することが必要である。
昭和34年の技能検定の実施初年度には「機械製図作業」の単一作業区分であったが、昭和60年に「プラント配管製図作業」が新設。平成11年に「機械製図CAD作業」が新設されると同時にこれまでの「機械製図作業」が「機械製図手書き作業」に名称変更された。

## 受検資格
- 1級：実務経験7年以上
- 2級：実務経験2年以上
- 3級：年齢、学歴等に制限はなく誰でも受験できます。

※職業訓練歴や学歴により実務年数は異なる。

## 試験内容

### 学科試験

#### 試験形式
- 1級：真偽法及び四肢択一法(50問、試験時間＝1時間40分)
- 2級：真偽法及び四肢択一法(50問、試験時間＝1時間40分)
- 3級：真偽法、問題数(30題、試験時間＝1時間)

#### 試験科目
- 1.製図一般
- 2.材　料
- 3.材料力学一般
- 4.溶接一般
- 5.関連基礎知識
- 6.選択科目
  - イ.機械製図法
  - ロ.プラント配管製図法

### 実技試験
実技試験は作業職種ごとに行われる。

#### 機械製図手書き作業
- 1級：実技試験問題(計算問題を含む)および課題図(機械装置を組み立てた状態の図面)から、指定された部品図を作成する。試験時間＝5時間。
- 2級：実技試験問題および課題図(機械装置を組み立てた状態の図面)から、指定された部品図を作成する。試験時間＝4時間。
- 3級：実技試験問題および課題図(機械装置を組み立てた状態の図面)から、指定された部品図を作成する。試験時間＝3時間。

#### 機械製図CAD作業
- 1級：実技試験問題(計算問題を含む)および課題図(機械装置を組み立てた状態の図面)から、指定された部品図を作成する。試験時間＝5時間。
- 2級：実技試験問題および課題図(機械装置を組み立てた状態の図面)から、指定された部品図を作成する。試験時間＝4時間。
- 3級：実技試験問題および課題図(機械装置を組み立てた状態の図面)から、指定された部品図を作成する。試験時間＝3時間

#### プラント配管製図作業
- 1級：指示された配置図、P＆Iダイアグラム、配管計画図、機器外観図および配管部品表をもとに、指定された配管の配管組立図（平面図）を作成する。試験時間＝5時間。
- 2級：指示された配管組立図、配管材料分類表および配管部品表をもとに、指定された配管のアイソメ図(等角図:尺度は問わない)および材料表を作成する。試験時間＝4時間。

## 取得後の称号
技能検定に合格すると等級に応じて技能士の称号が付与される。名刺などに資格を表記する際には「1級機械・プラント製図技能士」、「2級機械・プラント製図技能士」、「3級機械・プラント製図技能士」のように等級を明示する必要がある。等級の非表示、等級表示位置の誤り、職種名の省略表示などは不可である。
なお職業能力開発促進法により、機械・プラント製図技能士資格を持っていないものが機械・プラント製図技能士と称することは禁じられている。